# 細島
細島（ほそしま）は、宮崎県日向市東部にある地名である。行政地名は大字細島で、地域内の字名には宮ノ上、高々谷、八幡、庄手向、地蔵町、吉野川、清正、八坂、伊勢がある。

## 概要
細島半島にある米ノ山北麓に位置し、北側には入江の深い天然の良港があり、東部は日向灘に面している。
重要港湾である細島港のうち、細島商業港が帰属する。
古くは江戸時代以前から江戸や大阪と東九州を結ぶ交易の中継地として発達し、妙国寺庭園（国指定名勝）や宮崎県で現存する最古の木造住宅（1752年（宝暦2年）築）であり、西南戦争の際に有栖川征討総督の本営が置かれた「旧摂津屋」（宮崎県指定史跡）をはじめ、有形無形の文化財が多く存在する。

## 沿革
日向国臼杵郡細島、東臼杵郡細島町（1889年（明治22年）、町村制の施行により宮崎、油津、延岡、都城と共に宮崎県で最初の町制施行）を経て、1937年（昭和12年）同郡富高町と合併して富島町大字細島となり、1951年（昭和26年）からは日向市大字細島となる。

## 伝説
地名の由来は鉾島から転訛したと伝えられ、神武天皇に関わる伝説がある。

## 交通
道路
- 宮崎県道23号細島港線

港湾
- 細島港（商業港）

路線バス
- 宮崎交通：延岡 - 東細島・宮の上線（延岡バスセンター〜東細島・宮の上）[1]

かつての鉄道路線
- 細島線

## 施設
教育
- 日向市立細島小学校
- 日向市立細島保育所

郵便局
- 日本郵便株式会社細島郵便局

その他
- 興福山妙国寺
- 慈眼山観音禅寺
- 細島みなと資料館（旧高鍋屋）
- みなとオアシスほそしま

## 名所・旧跡・観光スポット・祭事・催事
- 妙国寺庭園
- 願いが叶うクルスの海
- 日向岬馬ヶ背
- 有栖川熾仁討総督宮殿下御本営跡

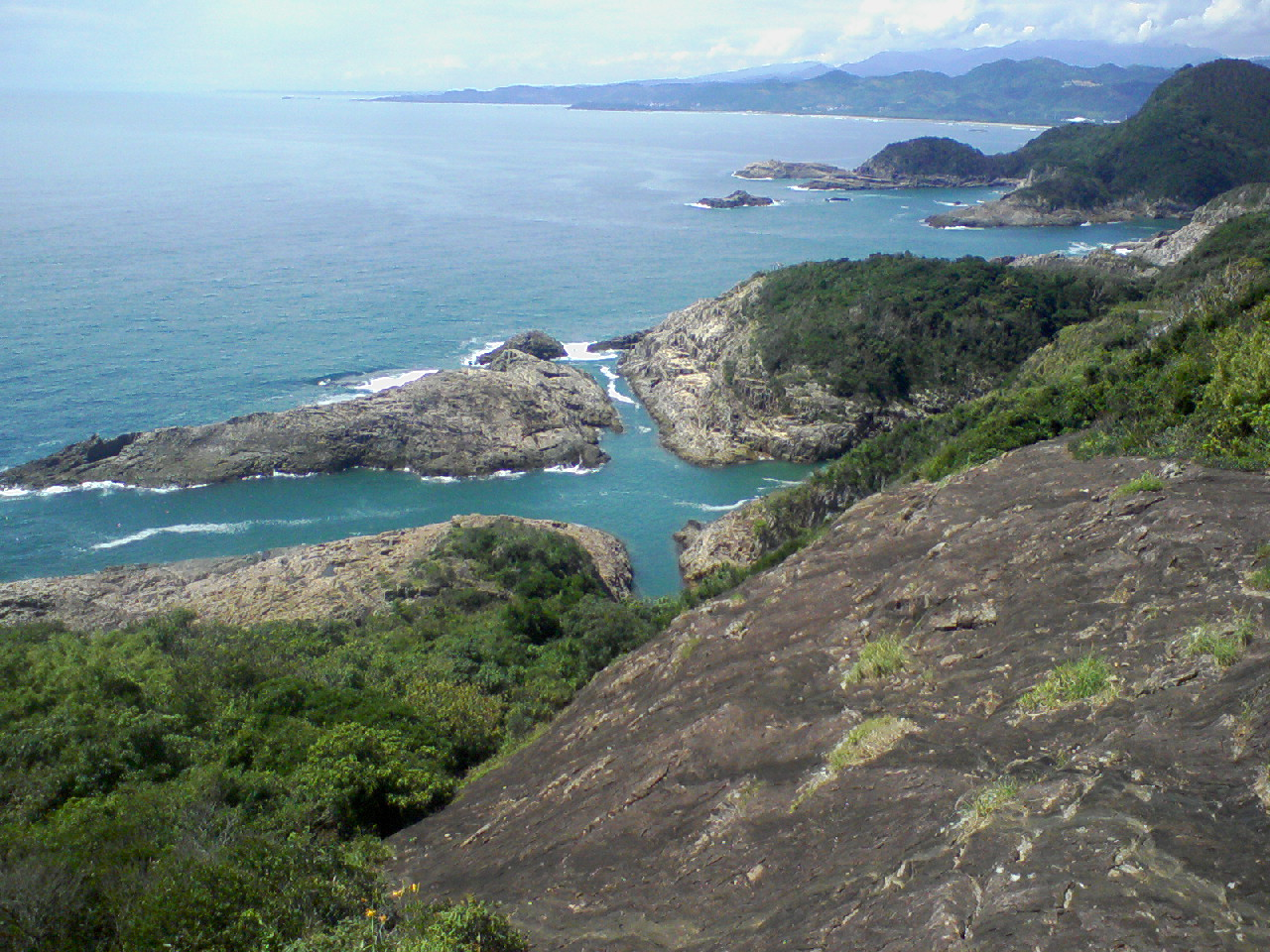
クルスの海
「クルス」はポルトガル語で十字の意。

- 幕末勤皇家海賀宮門外二士の墓（寺田屋事件）
- 細島みなと祭り
- 細島的祈念祭
- 細島秋季大祭
- 御鉾ヶ浦海水浴
- 細島灯台